# 椙山女学園大学
椙山女学園大学（すぎやまじょがくえんだいがく、英語: Sugiyama Jogakuen University）は、愛知県名古屋市千種区星が丘元町17番3号に本部を置く日本の私立大学。1905年創立、1949年大学設置。

## 概観

### 大学全体
生活科学系教育に歴史がある7学部を擁する女子総合大学で、中部地方唯一の幼稚園から大学院まである女子校である。通称「椙山」「椙大」。
教育理念は「人間になろう」である。

## 沿革
- 1905年 尾張藩士族の椙山正弌と妻・椙山今子により名古屋市富士塚町（現、東区泉一丁目）の尾張藩武家屋敷に名古屋裁縫女学校開校。
- 1925年 - 名古屋裁縫女学校を椙山女学校に改称。
- 1930年 - 椙山女子専門学校開校。
- 1942年 - 椙山女子専門学校附属幼稚園開園。
- 1949年 - 椙山女学園大学開学、家政学部を山添キャンパスに設置。
- 1950年 - 椙山女子専門学校附属幼稚園を椙山女学園大学附属幼稚園に改称。
- 1951年 - 学校法人椙山女学園に組織変更認可。
- 1952年 - 椙山女学園大学附属小学校開校。
- 1962年 - 椙山女学園大学が星が丘キャンパスに移転
- 1968年 - 家政学部食物学科に食物学専攻と管理栄養士専攻を設置。
- 1969年 - 短期大学部開学。文学科に国文専攻と英文専攻を設置。
- 1972年 - 文学部を増設。
- 1987年 - 人間関係学部（日進キャンパス）を設置。
- 1991年 - 家政学部生活社会科学科を増設。家政学部を生活科学部に名称変更。食物学科を食品栄養学科に、被服学科を生活環境学科に、文学部英文学科を英語英米文学科にそれぞれ名称変更。
- 1999年 - 文学部国文学科を日本語日本文学科に名称変更。短期大学部の学生募集終了。
- 2000年 - 文化情報学部文化情報学科を増設。食品栄養学科に食品栄養学専攻と管理栄養士専攻を設置。
- 2001年 - 短期大学部を学部に統合。
- 2002年 - 人間関係学部臨床心理学科を増設。
- 2003年 - 文学部を国際コミュニケーション学部（国際言語コミュニケーション学科・表現文化学科）に、生活科学部生活社会科学科を現代マネジメント学部（現代マネジメント学科）に改組。生活科学部生活環境学科を生活環境デザイン学科に名称変更。
- 2005年 - 学園創立100周年。
- 2007年 - 教育学部子ども発達学科を増設。生活科学部食品栄養学科を管理栄養学科に名称変更。人間関係学部臨床心理学科を心理学科に名称変更。
- 2009年 - 創設者･椙山正弌生誕130周年。
- 2010年 - 看護学部看護学科を開設。
- 2015年 - 椙山女学園大学附属保育園を開設。
- 2019年 - 椙山女学園大学附属こども園を開設。

## 教育研究組織

### 学部・学科
- 生活科学部
  - 管理栄養学科
  - 生活環境デザイン学科
- 国際コミュニケーション学部（2024年4月学生募集停止）
  - 国際言語コミュニケーション学科
  - 表現文化学科
- 人間関係学部
  - 人間関係学科（2024年4月学生募集停止）
  - 人間共生学科（2024年4月開設）
  - 心理学科
- 文化情報学部（2024年4月学生募集停止）
  - 文化情報学科
  - メディア情報学科
- 情報社会学部（2024年4月開設）
  - 情報デザイン学科
  - 現代社会学科
- 現代マネジメント学部
  - 現代マネジメント学科
- 教育学部
  - 子ども発達学科
- 看護学部　
  - 看護学科
- 外国語学部（2024年4月開設）
  - 英語英米学科
    - 英語コミュニケーションコース
    - 英米文化コース

  - 国際教養学科
    - ヨーロッパコース
    - アジアコース
    - 国際日本コース

### 大学院
- 生活科学研究科
  - 人間生活科学専攻（博士後期課程）
  - 食品栄養科学専攻（修士課程）
  - 生活環境学専攻（修士課程）
- 人間関係学研究科
  - 人間関係学専攻（修士課程）
- 現代マネジメント研究科
  - 現代マネジメント専攻（修士課程）
- 教育学研究科
  - 教育学専攻（修士課程）

## 学内奨学金

### 貸与型
- 椙山女学園大学貸与奨学金

### 給付型
- 椙山女学園大学奨励奨学金
  - 学業奨励奨学金
  - 特別活動奨励奨学金
- 椙山女学園大学振興会海外留学奨学金
- 椙山女学園大学外国人留学生特別奨励金
- 椙山女学園大学看護学部奨学金
  - 看護学部奨学金A
  - 看護学部奨学金B
- 椙山女学園同窓会奨学金
- 椙山女学園大学同窓会奨学金
- 椙山女学園大学石間奨学金
- 椙山女学園大学私費外国人留学生授業料減額

## 教育機関

### 椙山歴史文化館
創設者･椙山正弌生誕130周年の記念事業として、学園の歴史と伝統を知る貴重な資料を展示するために開館した施設。学園関係者による絵画・書・写真等を展示し、交流できる文化展示室も設置している。

### 椙山人間学研究センター
学園創立100周年を記念した新設のセンター。「人間」「人間になろう」を理論的に追求し、21世紀を切り拓きうる新たな人間についての「知」の研究拠点を目指すと同時に、広く学界・一般社会・地域に発信し、価値の高い貢献を実現する。

### エクステンションセンター
大学の有する知的財産や施設設備を活用し、エクステンション事業としての「椙山オープンカレッジ」や各種検定試験、公開講座および自治体との連携講座等を展開し、学内の補完的教育や生涯学習による社会貢献の充実を目指す。

## 対外関係

### 学生交流協定校
- ニューヨーク市立大学リーマン校（アメリカ）
- ケベック大学モントリオール校（カナダ）
- タスマニア大学（オーストラリア）
- 上海師範大学（中国）
- 亜洲大学（中華民国・台湾）
- 嶺東科技大学（中華民国・台湾）
- 培材大学校（韓国）
- 順天郷大学校（韓国）
- 淑明女子大学校（韓国）
- ソウル女子大学校（韓国）
- スィーパトゥム大学（タイ）
- モンクット王工科大学ラートクラバン校（タイ）
- マレーシア科学大学（マレーシア）

## キャンパス

### 星が丘キャンパス

#### 住所
- 愛知県名古屋市千種区星が丘元町[2]。

#### 設置学部・学科
- 生活科学部・国際コミュニケーション学部・文化情報学部・現代マネジメント学部・教育学部・看護学部
- 生活科学研究科・現代マネジメント研究科・教育学研究科

#### アクセス
交通機関
- 名古屋市営地下鉄東山線 星ヶ丘駅より徒歩で約5分。

自動車
- 東名高速道路名古屋ICより東山通（県道60号）を西へ約15分。
- 名二環上社IC・上社南ICより東山通（県道60号）を西へ約10分。
- 名古屋高速2号東山線 四谷ICより東へ約10分。

### 日進キャンパス

#### 住所
- 愛知県日進市竹の山

#### 設置学部・学科
- 人間関係学部
- 人間関係学研究科（大学院）

#### アクセス
交通機関
- 名古屋市営地下鉄東山線 星ヶ丘駅、藤が丘駅より名鉄バス「椙山女学園日進」バス停下車、徒歩ですぐ。
- 名古屋市営地下鉄東山線 本郷駅より名古屋市営バス「猪高緑地」バス停下車、徒歩で約10分。
- 名鉄バスセンター、名古屋市営地下鉄鶴舞線・名鉄豊田線 赤池駅、愛知高速交通東部丘陵線（リニモ） 長久手古戦場駅より名鉄バス「竹の山南」バス停下車、徒歩で約5分。

自動車
- 名古屋瀬戸道路長久手ICよりグリーンロード（県道6号）、県道57号経由で約15分。

## 系列校

### 山添キャンパス
愛知県名古屋市千種区
- 椙山女学園大学附属こども園
- 椙山女学園大学附属保育園
- 椙山女学園大学附属幼稚園
- 椙山女学園大学附属小学校
- 椙山女学園中学校・高等学校

## 大学関係者一覧
- 椙山女学園大学の人物一覧

## 同窓会組織
1906年（明治39年）学園創立の翌年に作られた「和風会」が同窓会のはじまりであり、卒業生と在校生が恩師を交えて和合親睦を目的とした。現在は学園同窓会「いとぎく会」のもと、学部毎の同窓会の他、全国各地に支部会が結成されている。主な活動は『同窓会だより』の発刊、卒業生への記念品贈呈、学校行事への参加、日帰り旅行や観劇などを通じて交流を深めている。
- 椙山女学園同窓会 - いとぎく会
- 椙山女学園大学同窓会 - ふじみ会

## 不祥事

### 贈収賄汚職
1994年1月11日、生活科学部学科新設にまつわる審査に便宜をはかってもらうため、当時、椙山女学園大学理事長と学園長を兼務していた椙山正弘が、文科省高等教育局大学課の係長に現金や50万相当の家族旅行をプレゼントした贈賄容疑で逮捕された。文部省、椙山女学園大学、椙山正弘宅に家宅捜索が入った。1994年1月17日、椙山正弘は不祥事により学校法人椙山女学園理事長・学園長を辞任した。

## その他
- あみんのアルバム「In the prime」に収録の「神様のご褒美」という曲に、彼女達の母校である本校の星が丘キャンパスとその周辺（星ヶ丘駅・星が丘テラス・東山公園）の描写が出て来る[3]。
- かつて日進キャンパスは名古屋市名東区の「極楽」交差点と日進市の県道57号「弁天池北」交差点とを結ぶ道路沿いにあったが、2000年代初めに行われた土地区画整理に伴い日進キャンパスの前を通る道路は廃道になった[4]。キャンパス内の駐車場にアプローチする通路は、道路跡を再利用したものである。なお、日進キャンパス内にごくわずかに残る雑木林は、かつて名東区と長久手市の境にある猪高緑地のあたりから続いていた山林の名残りである。